# Festival di Viña del Mar
Il Festival Internacional de la Canción de Viña del Mar, più conosciuto come Festival di Viña del Mar, è una manifestazione canora che si svolge ogni anno a partire dal 1960 a Viña del Mar in Cile. È gemellato con il Festival di Sanremo.
Dal 1968 possono partecipare artisti da tutto il mondo. Per dieci volte questa manifestazione è stata vinta da artisti di lingua italiana, come lo svizzero Paolo Meneguzzi, Annarita Spinaci e Marco Del Freo. Nel 2008 è stata vinta dal brindisino Domenico Protino, originario di Torre Santa Susanna, con La guerra dei trent'anni, nel 2010 è stato nuovamente vinto da un'italiana Simona Galeandro con la sua interpretazione di Volare di Domenico Modugno. Nel 2012 Denise Faro ha vinto con Grazie a te. Nel 2015 il cantante salentino Michele Cortese rappresenta l'Italia e vince con il brano Per fortuna (poi tradotta in Por Suerte) scritto da Franco Simone. Nel 1983 vi fu presentata fuori concorso la canzone italiana Tu mi vai di Gianni Greco, col titolo Titi de Paris e testo spagnolo, cantata da Valério, cantante italo-francese quell'anno componente della giuria.
Dopo il Cile che è il paese ospitante, l'Italia è il paese che ha vinto più volte, superando anche la Spagna.
Il primo premio fino al 1969 fu la Lira de Oro, da quell'anno divenne la Gaviota de Plata che viene tutt'oggi assegnata.
Nell'edizione del 2003 il cantautore italiano Franco Simone per aver inanellato un trentennio di successi in Sud America con le sue canzoni tradotte in spagnolo, ha ricevuto il "Premio alla Carriera".
L'edizioni 2021 e 2022 non ha avuto luogo a causa della pandemia di COVID-19.

## Presentatori
| Edizione | Edizione | Presentatori |
| -------- | -------- | --- |
| I        | 1960     | Ricardo García e Carlos de la Sota                                                                                     |
| II       | 1961     | Ricardo García |
| III      | 1962     | Ricardo García |
| IV       | 1963     | Ricardo García |
| V        | 1964     | Ricardo García |
| VI       | 1965     | Ricardo García e Raúl Matas                                                                                            |
| VII      | 1966     | Ricardo García e Raúl Matas                                                                                            |
| VIII     | 1967     | Ricardo García e Laura Gudack                                                                                          |
| IX       | 1968     | César Antonio Santis e Laura Gudack                                                                                    |
| X        | 1969     | César Antonio Santis e Laura Gudack                                                                                    |
| XI       | 1970     | César Antonio Santis                                                                                                   |
| XII      | 1971     | Alejandro Chávez e Gabriela Velasco                                                                                    |
| XIII     | 1972     | César Antonio Santis e Gabriela Velasco                                                                                |
| XIV      | 1973     | César Antonio Santis e Rosa María Barrenechea                                                                          |
| XV       | 1974     | César Antonio Santis e Gabriela Velasco                                                                                |
| XVI      | 1975     | Javier Miranda, Juan La Rivera, Gabriel Muñoz e César Antonio Santis                                                   |
| XVII     | 1976     | Antonio Vodanovic ed Ana María Thieme                                                                                  |
| XVIII    | 1977     | Antonio Vodanovic e María Graciela Gómez                                                                               |
| XIX      | 1978     | Antonio Vodanovic e María Graciela Gómez                                                                               |
| XX       | 1979     | Antonio Vodanovic e María Graciela Gómez                                                                               |
| XXI      | 1980     | Antonio Vodanovic e María Olga Fernández                                                                               |
| XXII     | 1981     | Antonio Vodanovic e María Olga Fernández                                                                               |
| XXIII    | 1982     | Antonio Vodanovic e María Olga Fernández                                                                               |
| XXIV     | 1983     | Antonio Vodanovic e Paulina Nin de Cardona                                                                             |
| XXV      | 1984     | Antonio Vodanovic ed Ana María Salinas                                                                                 |
| XXVI     | 1985     | Antonio Vodanovic e Paulina Nin de Cardona                                                                             |
| XXVII    | 1986     | Antonio Vodanovic e Pamela Hodar                                                                                       |
| XXVIII   | 1987     | Antonio Vodanovic e Pamela Hodar                                                                                       |
| XXIX     | 1988     | Antonio Vodanovic e Pamela Hodar                                                                                       |
| XXX      | 1989     | Antonio Vodanovic e Pamela Hodar                                                                                       |
| XXXI     | 1990     | Antonio Vodanovic e Pamela Hodar                                                                                       |
| XXXII    | 1991     | Antonio Vodanovic e Paulina Nin de Cardona                                                                             |
| XXXIII   | 1992     | Antonio Vodanovic e Paulina Nin de Cardona                                                                             |
| XXXIV    | 1993     | Antonio Vodanovic, Felipe Camiroaga, Bastián Bodenhöfer, Margot Kahl e Claudia Di Girolamo                             |
| XXXV     | 1994     | Antonio Vodanovic e Carolina Jiménez                                                                                   |
| XXXVI    | 1995     | Antonio Vodanovic e Cecilia Bolocco                                                                                    |
| XXXVII   | 1996     | Antonio Vodanovic e Paola Falcone                                                                                      |
| XXXVIII  | 1997     | Antonio Vodanovic e Claudia Cisneros                                                                                   |
| XXXIX    | 1998     | Antonio Vodanovic e Karina Rivera                                                                                      |
| XL       | 1999     | Antonio Vodanovic, María José Prieto, Valeria Mazza e Karina Calmet                                                    |
| XLI      | 2000     | Antonio Vodanovic e Cecilia Bolocco                                                                                    |
| XLII     | 2001     | Antonio Vodanovic e Cecilia Bolocco                                                                                    |
| XLIII    | 2002     | Antonio Vodanovic, Cecilia Bolocco, Andrea Tessa, Bertha Patricia Manterola Carrión, Natalia Oreiro ed Angélica Castro |
| XLIV     | 2003     | Antonio Vodanovic e Myriam Hernández                                                                                   |
| XLV      | 2004     | Antonio Vodanovic e Myriam Hernández                                                                                   |
| XLVI     | 2005     | Ricardo Montaner e Myriam Hernández                                                                                    |
| XLVII    | 2006     | Sergio Lagos e Myriam Hernández                                                                                        |
| XLVIII   | 2007     | Sergio Lagos e Tonka Tomicic                                                                                           |
| XLIX     | 2008     | Sergio Lagos e Tonka Tomicic                                                                                           |
| L        | 2009     | Felipe Camiroaga e Soledad Onetto                                                                                      |
| LI       | 2010     | Felipe Camiroaga e Soledad Onetto                                                                                      |
| LII      | 2011     | Rafael Araneda ed Eva Gómez                                                                                            |
| LIII     | 2012     | Rafael Araneda ed Eva Gómez                                                                                            |
| LIV      | 2013     | Rafael Araneda ed Eva Gómez                                                                                            |
| LV       | 2014     | Rafael Araneda e Carolina de Moras                                                                                     |
| LVI      | 2015     | Rafael Araneda e Carolina de Moras                                                                                     |
| LVII     | 2016     | Rafael Araneda e Carolina de Moras                                                                                     |
| LVIII    | 2017     | Rafael Araneda e Carolina de Moras                                                                                     |
| LIX      | 2018     | Rafael Araneda e Carolina de Moras                                                                                     |
| LX       | 2019     | Martin Carcamo e María Luisa Goody                                                                                     |
| LXI      | 2020     | Martin Carcamo e María Luisa Goody                                                                                     |
| LXII     | 2023     | Martin Carcamo e María Luisa Goody                                                                                     |
| LXIII    | 2024     | Francisco Saavedra e María Luisa Goody                                                                                 |
| LXIV     | 2025     | Rafael Araneda y Karen Doggenweiler                                                                                    |

## Miglior interprete
| Edizione | Edizione | Paese     | Titolo             | Autori | Interprete |
| -------- | -------- | --------- | ------------------ | ------ | ---------- |
| XLVII    | 2006     | Venezuela | Cumbia y reggaetón |        | La Gocha   |

## Vincitori

### Sezione Folk
| Edizione | Edizione | Paese     | Titolo                          | Autori                             | Interprete                                 |
| -------- | -------- | --------- | ------------------------------- | ---------------------------------- | ------------------------------------------ |
| II       | 1961     | Cile      | La consentida                   | Jaime Atria                        | Los Guainas                                |
| III      | 1962     | Cile      | El loro aguafiestas             | Manuel Lira e José Goles           | Silvia Infantas e Los Cóndores             |
| IV       | 1963     | Cile      | Álamo huacho                    | Clara Solovera                     | Los Huasos Quincheros                      |
| V        | 1964     | Cile      | Qué bonita va                   | Francisco Flores del Campo         | Los Huasos Quincheros                      |
| VI       | 1965     | Cile      | Mano nortina                    | Hernán Álvarez                     | Los Cuatro Cuartos                         |
| VII      | 1966     | Cile      | La burrerirta                   | Sofanor Tobar                      | Los Paulos                                 |
| VIII     | 1967     | Cile      | Voy pa' Mendoza                 | Willy Bascuñán                     | Los Solitarios                             |
| IX       | 1968     | Cile      | Camanchaca y polvareda          | Ricardo de la Fuente               | Los Ponchos Negros                         |
| X        | 1969     | Cile      | Cuando tomo la guitarra         | Orlando Muñoz e Alsino Fuentes     | Los Alfiles Negros                         |
| XI       | 1970     | Cile      | El hombre                       | Rolando Alarcón                    | Rolando Alarcón e Los Emigrantes           |
| XII      | 1971     | Cile      | La torcacita                    | Óscar Cáceres e Luis Barragán      | Ginette Acevedo                            |
| XIII     | 1972     | Cile      | Viejo puente                    | Ariel Arancibia e Fernando Pavez   | Los Lazos                                  |
| XIV      | 1973     | Cile      | Mi río                          | Julio Numhauser                    | Charo Cofré                                |
| XXII     | 1981     | Cile      | Ay, Fernanda                    | Ricardo de la Fuente               | Santiago Cuatro                            |
| XXIII    | 1982     | Cile      | La tejedora                     | Sandra Ramírez                     | Pedro Messone                              |
| XXIV     | 1983     | Cile      | En los tiempos de mi abuelo     | Roberto Rojas e Juan Castillo      | Juan Carlos Méndez                         |
| XXV      | 1984     | Cile      | Chile, una postal               | Teresa Rodríguez                   | Los Chacareros de Paine                    |
| XXVI     | 1985     | Cile      | La reina del Tamarugal          | Manuel Veas e Luis Miranda         | Calichal                                   |
| XXVII    | 1986     | Cile      | Sube a mi lancha                | Ignacio Millán                     | Chilote Peñaloza e Los Huillincanos        |
| XXVIII   | 1987     | Cile      | Rapa Nui, mi amor               | Ignacio Millán e María Teresa Díaz | Lorena e Manu Rere                         |
| XXIX     | 1988     | Cile      | Camino a Socoroma               | Danny Rodríguez                    | Los Yanacochas                             |
| XXX      | 1989     | Cile      | Maja en Aldachildo              | Ricardo de la Fuente               | Ricardo de la Fuente                       |
| XXXI     | 1990     | Cile      | No habrá verso que me alcance   | Yayo Castro e Hugo Castillo        | Los Surcadores del Viento                  |
| XXXII    | 1991     | Cile      | De chingana                     | Héctor Molina                      | Héctor Molina                              |
| XXXIII   | 1992     | Cile      | Tejiendo está la manque         | Cecil González                     | Leticia e Cantarauco                       |
| XXXIV    | 1993     | Cile      | Canto del agua                  | Agustín Moncada                    | Kal                                        |
| XXXV     | 1994     | Cile      | Mirando pa' la bahía            | José Luis Hernández                | José Luis Hernández e Cantamérica          |
| XXXVI    | 1995     | Cile      | María Leonor Lucía              | Magdalena Matthey                  | Magdalena Matthey                          |
| XXXVII   | 1996     | Cile      | Cueca tristona                  | Edson Guerrero                     | Clarita Parra                              |
| XXXVIII  | 1997     | Cile      | Cartagena                       | Claudio Guzmán                     | Tito Fernández                             |
| XXXIX    | 1998     | Cile      | La noche de Chillán             | Pablo Neruda e Vicente Bianchi     | Santiago Cuatro                            |
| XL       | 1999     | Cile      | Cueca pulenta                   | Víctor Hugo Campusano              | Altamar                                    |
| XLI      | 2000     | Cile      | El corralero                    | Sergio Sauvalle                    | Los Huasos Quincheros                      |
| XLII     | 2001     | Cile      | Whipala                         | Danny Rodríguez                    | Danny Rodríguez                            |
| XLIII    | 2002     | Perù      | Juramento                       | Carlos Rincón                      | Eduardo del Perú                           |
| XLIV     | 2003     | Argentina | Pintadita                       | Fernando Barrientos                | Fernando Barrientos                        |
| XLV      | 2004     | Argentina | Bailando con tu sombra (Alelí)  | Víctor Heredia                     | Abel Pintos                                |
| XLVI     | 2005     | Cile      | Cueca al Sol                    | Isabel Parra                       | Camila Méndez                              |
| XLVII    | 2006     | Cile      | Canción de agua y viento        | Elizabeth Morris                   | Elizabeth Morris e gruppo                  |
| XLVIII   | 2007     | Colombia  | Me duele el alma                | Leonardo Gomez e Diana Hernández   | María Mulata                               |
| XLIX     | 2008     | Perù      | Tusuykusun                      | Damaris Mallma                     | Damaris e gruppo                           |
| L        | 2009     | Cile      | Cueca al Sol                    | Isabel Parra                       | Camila Méndez                              |
| LI       | 2010     | Argentina | El cantar es andar              | César Isella                       | Canto 4                                    |
| LII      | 2011     | Cile      | De Pascua Lama                  | Patricio Manns                     | Valentina Sepúlveda                        |
| LIII     | 2012     | Cile      | Caprichosa                      | Gogo Muñoz e Lucas Saavedra        | Mauro Zapata e Fiesta Andina               |
| LIV      | 2013     | Cile      | Con el zapatito, con el zapatón | Paula Herrera                      | Paula Herrera                              |
| LV       | 2014     | Cile      | La retirada                     | Javiera Bobadilla                  | Javiera Bobadilla                          |
| LVI      | 2015     | Cile      | La mejicana                     | Elizabeth Morris                   | Elizabeth Morris                           |
| LVII     | 2016     | Panama    | Viene de Panamá                 | Miroslava Herrera e Tatiana Ríos   | Afrodisiaco                                |
| LVIII    | 2017     | Cile      | Carnavalito de la Esperanza     | Trifussa                           | Juan Andrés Soko e Juan Francisco Flores   |
| LIX      | 2018     | Cile      | Mundo al revés                  | Astrid Veas                        | Astrid Veas                                |
| LX       | 2019     | Argentina | Justo ahora                     | Destino San Javier                 | Paolo Rogone, Bruno Rogone e Franco Favini |
| LXI      | 2020     | Argentina | Avanzar                         | Manuel Pennisi                     | Manuel Pennisi                             |
| LXII     | 2023     | Perù      | Warmisitay                      | Milena Warthon                     | Milena Warthon                             |
| LXIII    | 2024     | Argentina | La luna                         | Juan José Vasconcellos             | Ahyre                                      |

### Sezione Internazionale
| Edizione | Edizione | Paese                | Titolo                                 | Autori                                                                                  | Interprete                                     |
| -------- | -------- | -------------------- | -------------------------------------- | --------------------------------------------------------------------------------------- | ---------------------------------------------- |
| I        | 1960     | Cile                 | Viña del Mar                           | José Goles e Manuel Lira                                                                | Mario del Monte                                |
| II       | 1961     | Cile                 | Sin tu amor                            | Óscar Olivares e Gilberto Ávila                                                         | Los Cuatro Duendes                             |
| III      | 1962     | Cile                 | Dime por qué                           | María Pilar Larraín                                                                     | Los Cuatro Duendes                             |
| IV       | 1963     | Cile                 | Sólo una mirada                        | Juan Vásquez                                                                            | Marco Aurelio                                  |
| V        | 1964     | Cile                 | Está de más                            | Ricardo Jara                                                                            | Ginette Acevedo                                |
| VI       | 1965     | Cile                 | Como una ola                           | María Angélica Ramírez                                                                  | Cecilia                                        |
| VII      | 1966     | Cile                 | Por creer en ti                        | Marco Aurelio e Jaime Atria                                                             | Isabel Adams                                   |
| VIII     | 1967     | Cile                 | Cuando rompa el alba                   | Willy Bascuñán                                                                          | Fresia Soto                                    |
| IX       | 1968     | Spagna               | Palabras                               | Jorge Domingo, Enrique Carnicer e Carmen Fons                                           | Luz Eliana                                     |
| X        | 1969     | Cile                 | Mira, mira                             | Scottie Scott                                                                           | Gloria Simonetti                               |
| XI       | 1970     | Cile                 | Canción a Magdalena                    | Julio Zegers                                                                            | Julio Zegers                                   |
| XII      | 1971     | Premio non assegnato | Premio non assegnato                   | Premio non assegnato                                                                    | Premio non assegnato                           |
| XIII     | 1972     | Paesi Bassi          | Julie                                  | Julio Bernardo Euson                                                                    | Julio Bernardo Euson                           |
| XIV      | 1973     | Cile                 | Los pasajeros                          | Julio Zegers                                                                            | Julio Zegers                                   |
| XV       | 1974     | Italia               | Immagina                               | Giancarlo de Bellis                                                                     | Annarita Spinaci                               |
| XVI      | 1975     | Grecia               | Love Song                              | H. Ballin, N. Ellineos e Kostas Karagiannopoulos                                        | Elpida                                         |
| XVII     | 1976     | Cile                 | Una noche de amor                      | Carlos Baeza                                                                            | Roberto Viking Valdés                          |
| XVIII    | 1977     | Israele              | Canción de amor                        | Boaz Sharabi                                                                            | Nava Baruchin                                  |
| XIX      | 1978     | Cile                 | El tiempo en las bastillas             | Fernando Ubiergo                                                                        | Fernando Ubiergo                               |
| XX       | 1979     | Spagna               | A tu regreso a casa                    | Braulio                                                                                 | Braulio                                        |
| XXI      | 1980     | Spagna               | Dudando, dudando                       | Julio Seijas e Augusto Algueró                                                          | Juan Sebastián                                 |
| XXII     | 1981     | Germania             | Esperando                              | Karl-Heinz Merkel e Cherry Lane                                                         | Cherry Lane                                    |
| XXIII    | 1982     | Cile                 | Ausencia                               | Juan Carlos Duque                                                                       | Juan Carlos Duque                              |
| XXIV     | 1983     | Uruguay              | Alma, corazón y pan                    | Gervasio                                                                                | Gervasio                                       |
| XXV      | 1984     | Cile                 | Se te olvida                           | Héctor Penrós Bañas                                                                     | Cristóbal                                      |
| XXVI     | 1985     | Australia            | Ya no puedo más                        | K.C. Porter, Chris Turner e Lorenzo Toppano                                             | Lorenzo Toppano                                |
| XXVII    | 1986     | Rep. Dominicana      | Para quererte                          | José Antonio Rodríguez e Manuel Tejeda                                                  | Maridalia Hernández                            |
| XXVIII   | 1987     | Italia               | Bésame (Kiss me)                       | Antonio ed Annamaria de Salvatore                                                       | Desà                                           |
| XXIX     | 1988     | Italia               | Senza te                               | Maurizio Piccoli e Gino Mescoli                                                         | Marco Del Freo                                 |
| XXX      | 1989     | Colombia             | Te propongo                            | Fernando Garavito                                                                       | Edna Rocío                                     |
| XXXI     | 1990     | Italia               | Non devi abbandonarmi mai              | Angela Tarenzi                                                                          | Piero Cotto                                    |
| XXXII    | 1991     | Cile                 | Tira la primera piedra                 | Edgardo Riquelme e Sergio Bravo                                                         | Javiera Parra e Pedro Foncea                   |
| XXXIII   | 1992     | Cile                 | Parece tan sencillo                    | Juan Carlos Duque                                                                       | Fernando Casas                                 |
| XXXIV    | 1993     | Italia               | In questo mondo                        | Giuseppe Garibo                                                                         | Claudio Cirimele                               |
| XXXV     | 1994     | Argentina            | Como ayer                              | Claudia Brant e Daniel Tarrab                                                           | Claudia Brant                                  |
| XXXVI    | 1995     | Cile                 | Si tú te vas                           | Cristián Fissore e René Calderón                                                        | Jossé                                          |
| XXXVII   | 1996     | Italia               | Aria, Ariò                             | M. Botoni, C. Isgro, Paolo Meneguzzi e Dino Melotti                                     | Paolo Meneguzzi                                |
| XXXVIII  | 1997     | Argentina            | Para vivir un dulce amor               | Víctor Heredia e Carlos Nilson                                                          | Carlos Elías                                   |
| XXXIX    | 1998     | Cile                 | Soy tal cual soy                       | Álvaro Scaramelli                                                                       | Álvaro Scaramelli                              |
| XL       | 1999     | Colombia             | El aguacero                            | Alejandro Gómez Cáceres                                                                 | Carolina Sabino                                |
| XLI      | 2000     | Francia              | Let Me Try Again (Laisse-moi le Temps) | Paul Anka e Sammy Cahn (Michel Jourdan e J. C. Caravelli)                               | Peabo Bryson                                   |
| XLII     | 2001     | Argentina            | Ayer te vi                             | Víctor Heredia                                                                          | Ray Barrionuevo                                |
| XLIII    | 2002     | Argentina            | Soy tu ángel                           | Ricardo Pald e Valeria Lynch                                                            | Óscar Patiño                                   |
| XLIV     | 2003     | Spagna               | Este amor es tuyo                      | Chema Purón                                                                             | Gisela                                         |
| XLV      | 2004     | Cile                 | Tus ojos                               | Alexis Venegas                                                                          | Alexis Venegas                                 |
| XLVI     | 2005     | Perù                 | Mi alma entre tus manos                | Jessica Sarango, Jorge Pardo ed Andrés Landavere                                        | Jorge Pardo                                    |
| XLVII    | 2006     | Costa Rica           | Dilo de una vez                        | Humberto Vargas Valerio                                                                 | Humberto Vargas Valerio                        |
| XLVIII   | 2007     | Spagna               | Cuando quieras volver                  | Pedro Fernández y Valderrama Díaz                                                       | Materia Prima                                  |
| XLIX     | 2008     | Italia               | La guerra dei trent'anni               | Domenico Protino                                                                        | Domenico Protino                               |
| L        | 2009     | Argentina            | Ayer te vi                             | Víctor Heredia                                                                          | Emiliano del Río                               |
| LI       | 2010     | Italia               | Volare (Nel blu dipinto di blu)        | Domenico Modugno e Franco Migliacci                                                     | Simona Galeandro                               |
| LII      | 2011     | Canada               | Try anything                           | Chris Burke-Gaffney, Christopher Ward e Sierra Noble                                    | Sierra Noble                                   |
| LIII     | 2012     | Italia               | Grazie a te                            | Bruno Rubino, Giuseppe di Tella e Denise Faro                                           | Denise Faro                                    |
| LIV      | 2013     | Islanda              | Because you can                        | Jonas Gladnikoff, Christina Schilling, Camilla Gottschalck, Örlygur Smári ed Hera Björk | Hera Björk                                     |
| LV       | 2014     | Canada               | Hypnotized                             | Jeffery Straker                                                                         | Jeffery Straker                                |
| LVI      | 2015     | Italia               | Per fortuna                            | Franco Simone                                                                           | Michele Cortese                                |
| LVII     | 2016     | Cile                 | Te quiero                              | Lucía Covarrubias                                                                       | Cristián e Lucía                               |
| LVIII    | 2017     | Spagna               | Dónde estabas tú                       | Salvador Beltrán                                                                        | Salvador Beltrán                               |
| LIX      | 2018     | Cile                 | Cobarde                                | Gabriela Pulgar                                                                         | Gabriela Pulgar                                |
| LX       | 2019     | Perù                 | Ya no más                              | Susan Ochoa                                                                             | Jesús Rodríguez, Eva Ayilón ed Pelo d'Ambrosio |
| LXI      | 2020     | Cile                 | Vicente Cifuentes                      | Vicente Cifuentes                                                                       |                                                |
| LXII     | 2023     | Cile                 | Yorka                                  |                                                                                         |                                                |
| LXIII    | 2024     | Messico              | El maestro                             | Adrián Navarro e Eddy Valenzuela                                                        | Eddy Valenzuela                                |

Paesi vincitori
- Cile: 24 edizioni
- Italia: 10 edizioni
- Spagna: 6 edizioni
- Argentina: 5 edizioni
- Perù: 2 edizione
- Colombia: 2 edizioni
- Canada: 2 edizioni
- Germania: 1 edizione
- Australia: 1 edizione
- Costa Rica: 1 edizione
- Francia: 1 edizione
- Grecia: 1 edizione
- Israele: 1 edizione
- Paesi Bassi: 1 edizione
- Rep. Dominicana: 1 edizione
- Islanda: 1 edizione
- Messico: 1 edizione

## Ospiti italiani
- Al Bano (1977)
- Ambra Angiolini (1997)
- Andrea Bocelli (2024)
- Annalisa Minetti (1999)
- Claudio Baglioni (1994)
- Daniel Sentacruz Ensemble (1978)
- Edoardo Bennato (1973)
- Ennio Sangiusto (1966, 1967, 1991)
- Eros Ramazzotti (1998, 2016)
- Franco Simone (1979, 1982, 2003)
- Gino Renni (1973)
- Iva Zanicchi (1978)
- Jovanotti (1995)
- Laura Pausini (1997, 2014)
- Loredana Perasso (1988)
- Lucio Dalla (1995)
- Matia Bazar (1979)
- Nicola di Bari (1971)
- Ombretta Colli (1978)
- Paolo Salvatore (1970)
- Piero (1970, 1972, 2002)
- Raffaella Carrá (1982)
- Ricardo Cocciante (1979, 1994)
- Ricchi e Poveri (1984)
- Romina Power (1977)
- Salvatore Adamo (1982, 2004, 2012)
- Umberto Tozzi (1980, 2004)